# Didi Dżichaiszi
Didi Dżichaiszi (gruz. დიდი ჯიხაიში) – wieś w Gruzji, w regionie Imeretia, w gminie Samtredi. W 2014 roku liczyła 3359 mieszkańców.

## Urodzeni
- Nazariusz (Leżawa)
- Konstantine Lordkipanidze